# Malysj (vattendrag i Vitryssland)
Malysj (vitryska: Малыш) är ett vattendrag i Belarus.   Det ligger i voblasten Mahiljoŭs voblast, i den centrala delen av landet, 140 km öster om huvudstaden Minsk.
I omgivningarna runt Malysj växer i huvudsak blandskog. Runt Malysj är det ganska tätbefolkat, med 192 invånare per kvadratkilometer.